# Ambatzídika
Dans l'Athènes antique, le nom d'Ambatzídika (grec moderne : Αμπατζήδικα) était utilisé pour désigner les magasins qui s'occupaient du traitement et du commerce des tissus grossiers, appelés ampádes (αμπάδες). Comme ces magasins étaient concentrés au nord de la bibliothèque d'Hadrien et des Aérides, dans la rue Pandrósou, qui menait à Monastiráki, ce nom a également été donné au quartier.
Dans le quartier d'Ambatzídika se trouvaient également les boutiques populaires de tailleurs portant le nom officiel d'Ellinorápte (Ελληνοράπται), où l'on cousait et brodait les fustanelles et autres accessoires des vêtements grecs de l'époque. Plus tard, dans la même zone, des magasins de tissus artisanaux, principalement des rideaux et du linge de maison, des cordonneries et des magasins de produits touristiques ont été créés, qui existent encore aujourd'hui.
Ambatzídika est aussi le nom que donnaient les Athéniens à la place Monastiráki (el).